# Pavarotti & Friends for the children of Liberia
Pavarotti & Friends for the children of Liberia è il quinto album registrato durante l'omonimo evento organizzato da Luciano Pavarotti, realizzato a Modena il 9 giugno 1998.

## Descrizione
L'album contiene duetti tra il tenore emiliano e grandi nomi della musica pop di quel periodo e brani cantati dagli ospiti della serata, registrati durante l'evento.

## Tracce
1. Luciano Pavarotti & Jon Bon Jovi – Let it rain – 4:58
2. Spice Girls – Stop – 3:28
3. Trisha Yearwood – How do I live without you – 3:47
4. Luciano Pavarotti & Céline Dion – I hate you than I love you – 4:49
5. Stevie Wonder – Higher Ground – 3:54
6. Luciano Pavarotti & The Corrs – O' surdato 'nnamorato – 3:34
7. Luciano Pavarotti & Eros Ramazzotti – Se bastasse una canzone – 4:32
8. Vanessa Williams – Betcha never – 4:49
9. Luciano Pavarotti & Spice Girls – Viva forever – 4:55
10. Luciano Pavarotti & Zucchero Fornaciari – Va pensiero – 3:56
11. Luciano Pavarotti & Pino Daniele – Napule è – 4:17
12. Florent Pagny – Une place pour moi – 3:42
13. Luciano Pavarotti & Vanessa Williams – Non ti scordar di me – 4:08
14. Luciano Pavarotti & Natalie Cole – Tonight – 3:58
15. The Corrs – Dreams – 3:46
16. Luciano Pavarotti & Trisha Yearwood – Adeste fideles – 4:00
17. Luciano Pavarotti & Stevie Wonder – Peace wanted just to be free – 5:19

## Cantanti partecipanti
- Jon Bon Jovi
- Zucchero
- Natalie Cole
- Pino Daniele
- The Corrs
- Celine Dion
- Florent Pagny
- Eros Ramazzotti
- Spice Girls
- Vanessa Williams
- Stevie Wonder
- Trisha Yearwood

## Successo commerciale
L'album ha ricevuto varie certificazioni in diverse nazioni.

## Classifiche

### Classifiche settimanali
| Classifica (1998) | Posizione massima |
| ----------------- | ----------------- |
| Austria           | 18                |
| Belgio (Fiandre)  | 47                |
| Belgio (Vallonia) | 22                |
| Francia           | 21                |
| Germania          | 12                |
| Italia            | 12                |
| Norvegia          | 16                |
| Nuova Zelanda     | 37                |
| Paesi Bassi       | 7                 |
| Svizzera          | 18                |

### Classifiche di fine anno
| Classifica (1998) | Posizione |
| ----------------- | --------- |
| Italia            | 98        |
| Paesi Bassi       | 98        |